# Willy-Brandt-Preis
Der Willy-Brandt-Preis wird von der Norwegisch-Deutschen Willy-Brandt-Stiftung seit dem Jahr 2000 alljährlich verliehen. Er wird an Personen oder Institutionen vergeben, „die mit ihrer Arbeit einen besonders verdienstvollen Beitrag zum Ausbau des norwegisch-deutschen Verhältnisses geleistet haben“. Benannt ist er nach dem ehemaligen deutschen Bundeskanzler Willy Brandt, der die Naziherrschaft in Deutschland unter anderem in Norwegen überlebte und seit 1940 norwegischer Staatsbürger war.

## Preisträger
Die Liste der Preisträger nach Jahr:

### 2024
- Franz Thönnes, deutscher Politiker
- Asbjørn Svarstad, norwegischer Journalist

### 2023
- Borgund vidaregåande skole i Ålesund
- Handwerkskammer Münster

### 2022
- Helga Arntzen
- Joachim Dorfmüller

### 2021
- Sverre Jervell
- Förderverein Kongsnæs e.V.
- Michael Linckersdorff

### 2020
- Kongshavn videregående skole
- Paul-Natorp-Gymnasium
- Felix-Mendelssohn-Bartholdy-Gymnasium

### 2019
- Marie-Theres Federhofer, deutsche Literaturwissenschaftlerin
- Erik Fosnes Hansen, norwegischer Schriftsteller

Der Preis wird am 16. Oktober 2019 im Rahmen der Frankfurter Buchmesse verliehen, bei der Norwegen Ehrengast ist.

### 2018
- Robin Allers und Kate Hansen Bundt „für ihre wichtigen Beiträge zur Stärkung der deutsch-norwegischen Beziehungen“

Die Preisverleihung fand am 14. November 2018 in Oslo statt.

### 2017
- Ingrid Brekke, norwegische Journalistin und Buchautorin
- „Segelschiff Thor Heyerdahl“ e. V.

Die Preisverleihung fand am 4. Dezember 2017 in Berlin statt.

### 2016
- Jon Fosse, norwegischer Dramatiker und Schriftsteller
- Julia Stöber, deutsche Sprach- und Kulturexpertin

Der Preis wurde am 8. Dezember 2016 im norwegischen Parlament in Oslo verliehen.

### 2015
- Sten Inge Jørgensen, norwegischer Journalist bei „Morgenbladet“ und Autor
- Clemens Bomsdorf, deutscher Korrespondent für u. a. The Wall Street Journal, art – Das Kunstmagazin, The Art Newspaper, Focus

Die Auszeichnung wurde am 4. November 2015 im Felleshus der norwegischen Botschaft in Berlin verliehen.
Jørgensen wurde geehrt, weil er mit seinen Artikeln in der norwegischen Wochenzeitschrift „Morgenbladet“ und dem Buch „Tyskland stiger frem“ (Deutschland steigt auf) „der wachsenden Bedeutung Deutschlands in Europa widmet“ und „den norwegischen Lesern ein umfangreiches Bild über das heutige Deutschland“ vermittelt. Die Laudatio auf Jørgensen hielt Staatsminister Michael Roth.
Bomsdorf wurde geehrt, weil er mit „seinen engagierten Artikeln und seinem ehrenamtlichen Einsatz für das Deutsch-Nordeuropäische Stipendium der Internationalen Journalisten-Programme IJP […] einen herausragenden Beitrag zur Förderung der deutsch-norwegischen Beziehungen“ leistet. Die Laudatio auf Bomsdorf hielt der norwegische EU-Minister Vidar Helgesen.

### 2014
- Jan Garbarek, norwegischer Saxophonist
- Edvard-Munch-Haus e. V.

Die Auszeichnung wurde am 28. Oktober 2014 im Gästehaus der norwegischen Regierung in Oslo verliehen.

### 2013
- Jonas Gahr Støre, früherer Außenminister Norwegens
- Frank-Walter Steinmeier, zur Zeit der Verleihung früherer Außenminister Deutschlands

Die Auszeichnung der Norwegisch-Deutschen Willy-Brandt-Stiftung wurde am 2. Dezember 2013 in der Königlich Norwegischen Botschaft in Berlin verliehen.

### 2012
- Ingvar Ambjørnsen, norwegischer Schriftsteller
- Aktion Sühnezeichen Friedensdienste e. V. Norwegen, deutsche Organisation

Die Auszeichnung der Norwegisch-Deutschen Willy-Brandt-Stiftung wurde am 31. Oktober 2012 im Rathaus von Oslo durch den Ersten Bürgermeister Hamburgs und stellvertretenden SPD-Vorsitzenden Olaf Scholz sowie durch den Bürgermeister von Oslo, Fabian Stang, verliehen.

### 2011
- Therese Bjørneboe, norwegische Journalistin
- Jörn Thiede, deutscher Polar-Wissenschaftler

### 2010
- Sverre Dahl, norwegischer Literaturübersetzer
- Klaus-Ewald Holst, Honorargeneralkonsul des Königreichs Norwegen in Sachsen-Anhalt, Thüringen und Brandenburg

### 2009
- Inge Lønning, norwegischer Professor und Politiker
- Fritz Fadranski, deutscher Historiker

### 2008
- Grete Lächert, Musikpädagogin
- Hannelore Besser, Schulleiterin

Der Preis wurden am 7. Oktober 2008 in der Alten Loge (Gamle Logen) in Oslo verliehen. Anwesend waren sowohl der deutsche Botschafter in Norwegen, Roland Mauch, als auch der norwegische Botschafter in Deutschland, Sven Erik Svedman.

### 2007
- Egon Bahr, deutscher Politiker
- Thorvald Stoltenberg, unter anderem ehemaliger norwegischer Außenminister

Die Preise wurden am 16. Oktober 2007 vom Berliner Regierenden Bürgermeister Klaus Wowereit und dem norwegischen Außenminister Jonas Gahr Støre in Anwesenheit des norwegischen Königspaares, Harald V. und Sonja, in Berlin verliehen.

### 2006
- Gymnasium Carolinum, Neustrelitz, Deutschland
- Stor-Elvdal ungdomsskole, Koppang, Norwegen
- Herzog-Johann-Gymnasium in Simmern, Hunsrück, Deutschland

Der Preis wurde am 10. November 2006 von Außenminister Frank-Walter Steinmeier und Außenminister Jonas Gahr Støre in Berlin verliehen.

### 2005
- Björn Engholm (Deutschland), ehemaliger Ministerpräsident von Schleswig-Holstein
- Kåre Willoch (Norwegen), ehemaliger norwegischer Ministerpräsident und Präsident der Deutsch-Norwegischen Gesellschaft

Der Preis wurde am 13. Juni 2005 von Bundespräsident Horst Köhler und Ministerpräsident Kjell Magne Bondevik in Oslo verliehen.

### 2004
- Jostein Gaarder (Norwegen), Schriftsteller
- Heiko Uecker (Deutschland), Professor

Der Preis wurde im Osloer Munch-Museum im Rahmen einer Jubiläumsveranstaltung der Ruhrgas AG von Bildungsministerin Kristin Clemet und Bundesminister Wolfgang Clement verliehen.

### 2003
- Nils Morten Udgaard (Norwegen), Journalist
- Einhart Lorenz (Norwegen/Deutschland), Historiker

Der Preis wurde am 18. September 2003 in Lübeck von Kulturministerin Valgerd Svarstad Haugland und Parlamentarischer Staatssekretär Franz Thönnes, MdB, verliehen.

### 2002
- Wencke Myhre (Norwegen), Sängerin
- Horst Tappert (Deutschland), Schauspieler

Der Preis wurde am 27. Mai 2002 in Bergen (Norwegen) von Ministerpräsident Harald Ringstorff und Wirtschaftsminister Ansgar Gabrielsen verliehen.

### 2001
- Klaus Liesen (Deutschland), ehemaliger Vorstandsvorsitzender der Ruhrgas-AG
- Olav Christopher Jensen (Deutschland/Norwegen), bildender Künstler

Der Preis wurde am 4. Juli 2001 von Außenminister Thorbjørn Jagland und Regierender Bürgermeister Klaus Wowereit in Berlin (Rathaus Schöneberg) verliehen.

### 2000
- Jahn Otto Johansen, Journalist
- Gabriele Haefs, Übersetzerin

Der Preis wurde von Bundeskanzler Gerhard Schröder und Ministerpräsident Jens Stoltenberg in Oslo (Rathaus) verliehen.